# Égerszög

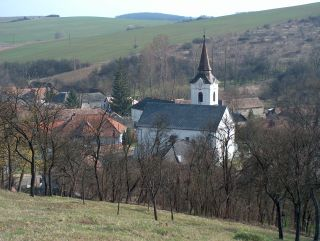
Égerszög látképe

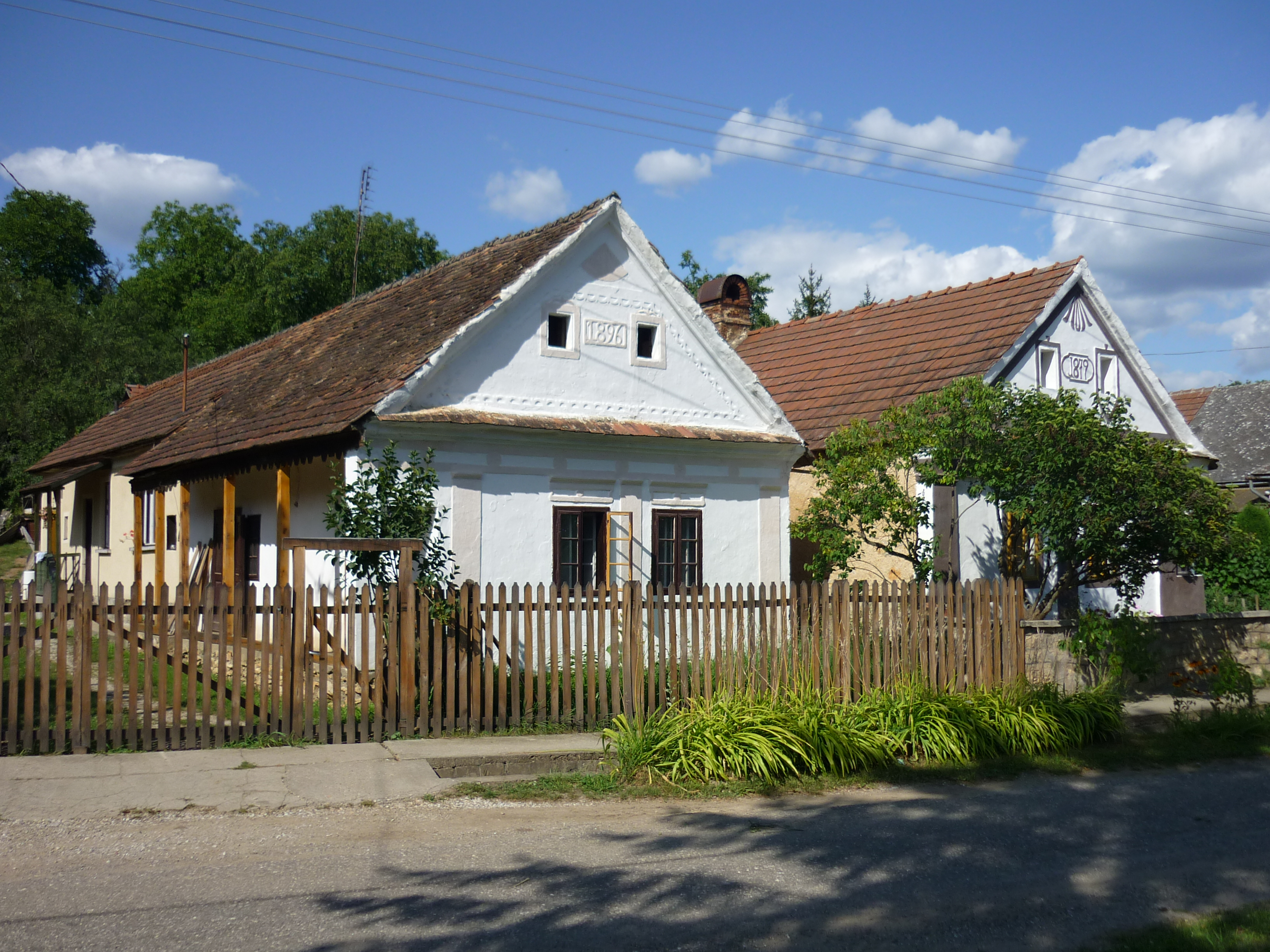
A 19. század végén épült, perkupai stílusú parasztházak Égerszög főutcáján

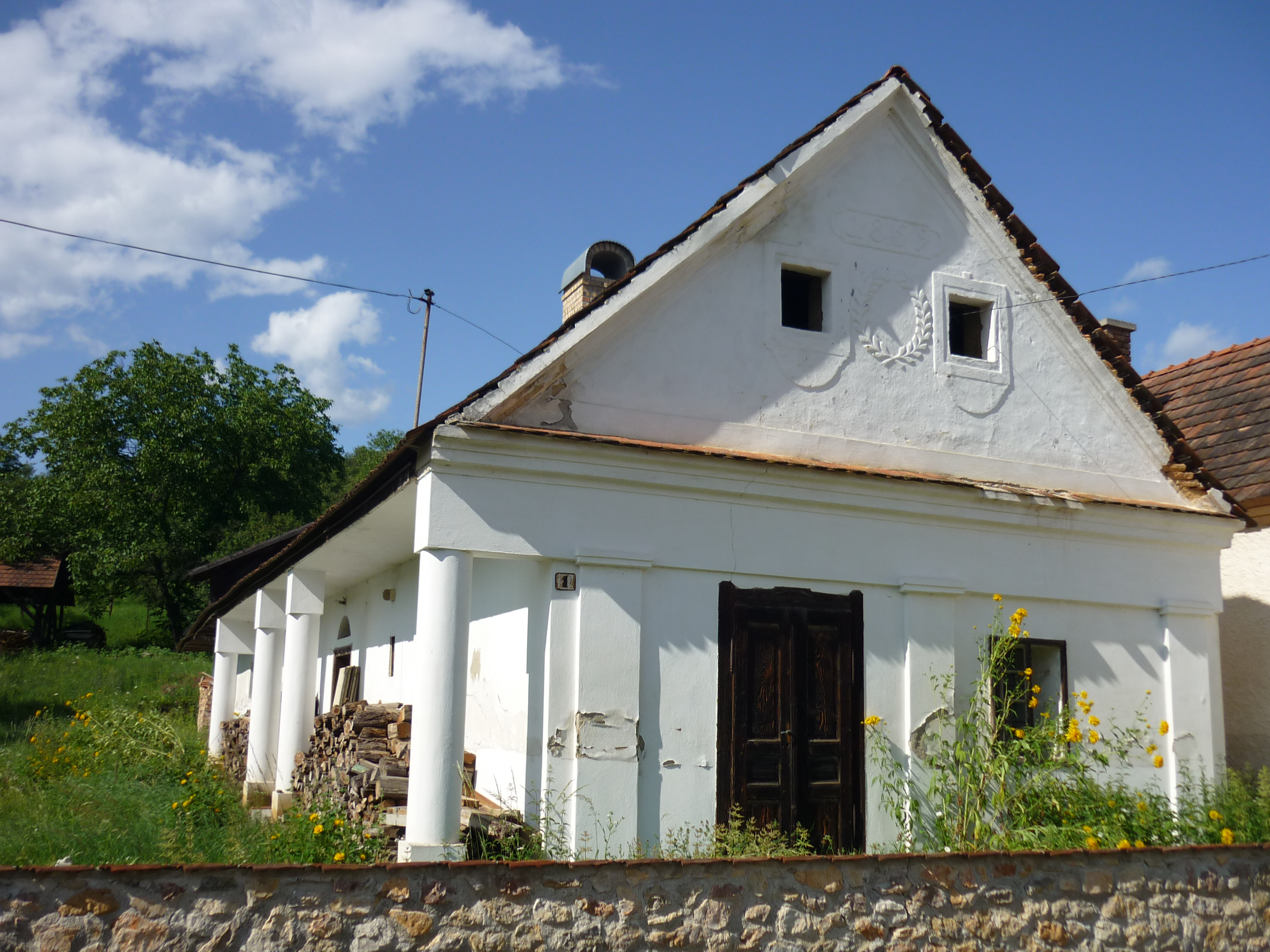
A 19. század végén épült, perkupai stílusú parasztház Égerszög főutcáján

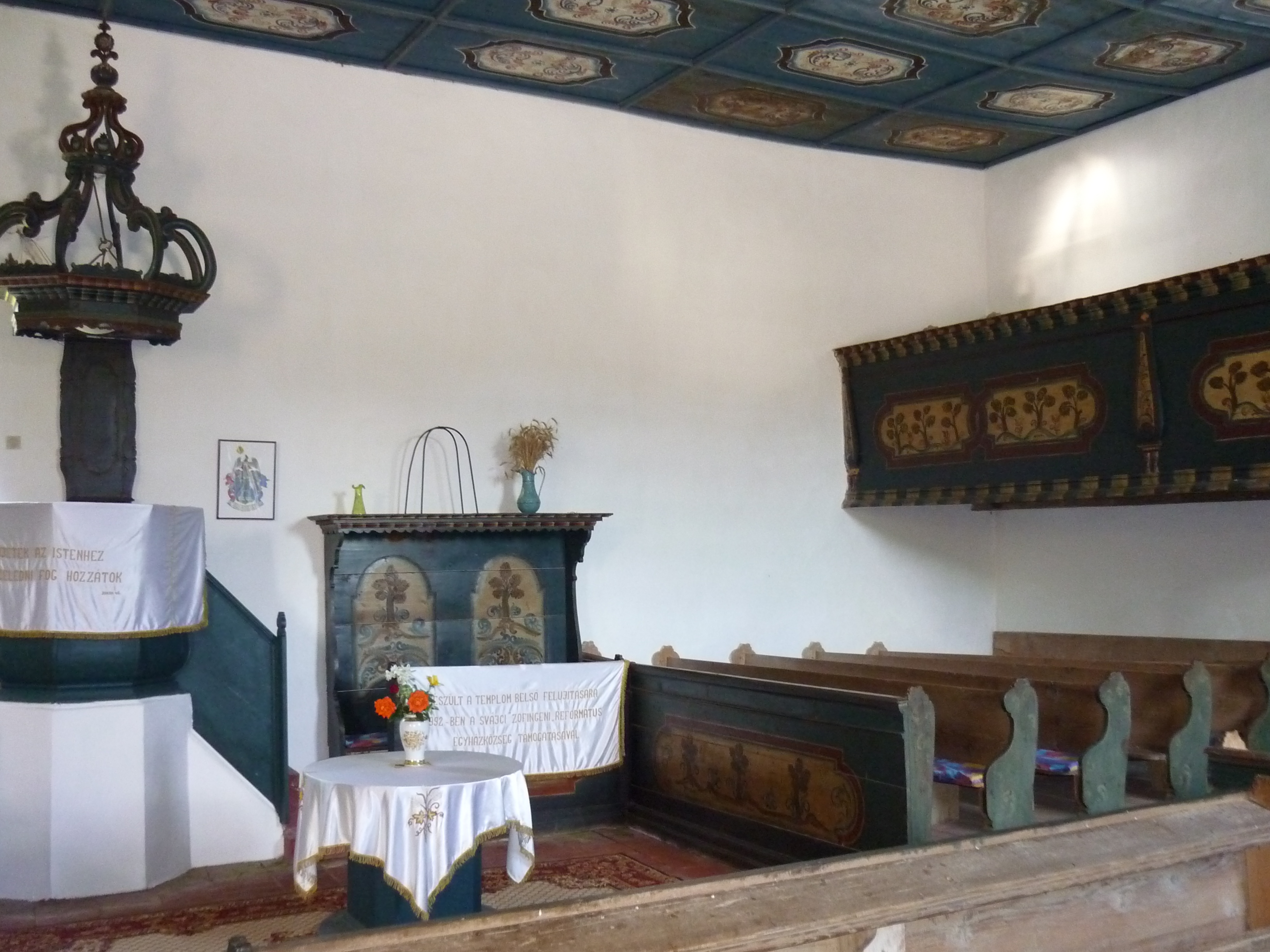
A református templom belső berendezése

Égerszög község Borsod-Abaúj-Zemplén vármegyében, az Edelényi járásban.

## Fekvése
Szendrőtől 17, Miskolctól közúton 50 kilométerre északra fekszik. 
A közvetlenül határos települések: észak és északkelet felől Teresztenye (3 km), kelet felől Szőlősardó (3 km), dél felől Kánó (3 km), nyugat felől pedig Aggtelek. A legközelebbi város Szendrő.

### Megközelítése
Zsáktelepülés, mely közúton csak a 27-es főútból Perkupánál kiágazó 26 109-es számú mellékúton érhető el. Belterületének délkeleti részét érinti még a 2628-as út is.

## Nevének eredete
Neve az éger fanév és a „sarok, szeglet, zug” jelentésű -szög utótag összetételeként arra utal, hogy a falu az Éger-völgy (Henc-völgy, Rét-völgy) fölső szakaszán (szögében) épült.

## Története
A középkorban a mai Égerszög területén alakulhatott ki – feltehetően a 12. században – Kovácsi falu, a tornai királyi erdőuradalom vasműves szolgálónépének települése. Az itt lakók vaskohászattal foglalkozhattak; a település határában meg is találták az erre utaló salaknyomokat. A környéken sok fa nőtt, ezekből égették a kohók működtetéséhez szükséges faszenet. Az erdőirtással felszabadított területeket mezőgazdasági művelésbe vonták.
1270-ben a királyi erdőuradalom halászó vizeit a felügyelő vízóvók kapták, akik vezetője Böjte (Buhte) volt. A vízóvók birtokát a 13. század végén többször is igyekeztek megszerezni befolyásos főurak, végül Porcs fia Domokos nádor foglalta el, és Kovácsi települését Égerszöggé nevezte át. Ezután a falu Tomori Elus János kisnemes kezére került.
Hiteles dokumentumok szerint a 14. század közepén már biztosan kőtemploma állt; ennek maradványait nem ismerjük. Zsigmond király 1424-ben Bessenyő Pálnak adományozta a falut, és így az a tornai uradalomhoz került. 1436-ban Berencsi Sáfár István szerezte meg, majd e család kihaltával Vitéz János esztergomi érseké lett. 1470 körül Szapolyai Imre tulajdonába került.
A mohácsi csatavesztés után I. Ferdinánd elvette János királytól, és főkamarásának, Horváth Gáspárnak adományozta. Horváth özvegye 1559-ben eladta Mágóchy Gáspárnak és Tamásnak. A 16. században az itt élők áttértek a református hitre.
A török megszállás alatt a portyázó csapatok Égerszöget sem kímélték, bár a település pontos története a 17. századból nem ismert. A 18. századból már dokumentálható, hogy az itt élő emberek földműveléssel, szőlőtermeléssel, szén- és mészégetéssel foglalkoztak.
Sokáig Abaúj-Torna vármegyéhez tartozott, Gömör és Borsod határvidékén.
A 19. század első felében 77 lakóházában 633, református vallású lakos élt. A falu ekkor volt a legnépesebb, ezután lakosainak száma lassan csökkent, aminek fő okai közül a mezőgazdaság szerkezetének átalakulása, az állattenyésztés és gyümölcstermelés felhagyása, a szőlőültetvények pusztulása említendő.
A 20. század első felének megpróbáltatásai után 1950-ben önálló tanácsú község lett, majd 15 év múltán a szőlősardói közös tanács részévé vált. 1979-től a rendszerváltásig Perkupával volt közös tanácsa. Önállóságát 1990-ben kapta vissza, körjegyzőségének székhelye ma Szőlősardó.
Égerszög nevét a határában, a Pitics-hegy tövében, 1954-ben felfedezett Szabadság-barlang tette országosan ismertté. 1995-ben a településen található 6 barlangot az Aggteleki-karszt és a Szlovák-karszt többi barlangjával együtt az UNESCO a világörökség részévé nyilvánította. Ezek a barlangok a Danca-barlang, a Gyökér-kúti-víznyelőbarlang, a Keserű-tói-víznyelőbarlang, a Névtelen-nyelő, a Piticsalji-víznyelő és a Szabadság-barlang. A Pitics-hegy tetején álló kilátóból a szlovákiai Alacsony-Tátra hegyeit is látni.

## Közélete

### Polgármesterei
- 1990–1994: Ifj. Boros Dezső (független)[3]
- 1994–1998: Boros Dezső (független)[4]
- 1998–2002: Tarjányi Imre (független)[5]
- 2002–2006: Pozsgai István (független)[6]
- 2006–2010: Pozsgai István (független)[7]
- 2010–2014: Dr. Lénárt Attila (független)[8]
- 2014–2019: Dr. Lénárt Attila (független)[9]
- 2019–2024: Dr. Lénárt Attila (független)[10]
- 2024– : Dr. Lénárt Attila (független)[1]

## Népesség
A település népességének változása:
| Lakosok száma | 50   | 54   | 59   | 51   | 42   | 44   | 46   |
|               | 2013 | 2014 | 2015 | 2021 | 2022 | 2023 | 2024 |

2004-ben a település minden lakosa magyar nemzetiségűnek vallotta magát.
A 2011-es népszámlálás során a lakosok 100%-a magyarnak mondta magát. A vallási megoszlás a következő volt: római katolikus 2,1%, református 87,2%, felekezeten kívüli 6,4% (4,3% nem válaszolt).
2022-ben a lakosság 88,1%-a vallotta magát magyarnak, 2,4% lengyelnek (11,9% nem nyilatkozott; a kettős identitások miatt a végösszeg nagyobb lehet 100%-nál). Vallásuk szerint 4,8% volt római katolikus, 54,8% református (40,5% nem válaszolt).

## Látnivalók
- A műemlék református templomot 1791-ben építették késő barokk stílusban. Téglalap alaprajzú, sarkain támpilléres oromzatos épület, nyeregtetővel. A 8 m *18 m-es templombelsőt hevederívek között két csehsüvegboltozat fedi. Két végén faragott oszloppal alátámasztott, egyszerű fakarzat áll. 1929-ben 24 méter magas, karcsú, órapárkányos, hegyes sisakos harangtornyot építettek a déli oldal közepéhez eklektikus stílusban, egy 75 kg-os és egy 120 kg-os haranggal. A nem túl értékes berendezés is zömmel 1924-ben került a helyére; egyes famunkákat egy helyi asztalosmester, Molnár Gál Benjamin[forrás?] készített el. Valószínűleg ekkor szedték le a 18. század végi, medallionokban festett növényi motívumokkal díszített famennyezetet is. Ennek 12 nagyobb és 5 kisebb tábláját a karzat alsó részének javítására használták fel; ezek ma is láthatók. A templom más berendezésein is látszanak korábbi festéknyomok a mázolás alatt. Az úrasztala ajtaján a „1782 Posgai István Curátorságában készült ez asztal és szék B.P. által” felirat olvasható. Lehet, hogy bútordarabok mesterének névbetűi Bede Pált, a környék más templomaiban is dolgozott festőasztalost jelzik.
- Népi lakóházak: A település főutcáján bontatlan egységben számos, a 19. század második felében épült, szinte eredeti állapotban fennmaradt, perkupai stílusú népi lakóházat találunk. Ezek az épületek jól jelzik egykori építtetőik jó vagyoni helyzetét. A helyi önkormányzat 2004-ben helyi védelem alá helyezte a ritka épületegyüttest; az egyik házat a Műemlékvédelmi Felügyelet is védetté nyilvánította. 1941-ben rettenetes erejű pusztító szélvész tört a falura, elsodorta a háztetőket és hatalmas fákat tépett ki gyökerestől. Az egyik fát a vihar átrepítette a falu felett, majd a templom toronycsillagának vágta úgy, hogy derékszögben elhajlította a kakast és a csillagot tartó vasrudat. Másfél évtized után, 1957-ben állították helyre budapesti barlangászok.
- A falu határában 1954. november 14-én fedezték fel az Aggteleki-karszt egyik legjelentősebb cseppkőbarlangját, az azóta a világörökség listájára is fölkerült Szabadság-barlangot. A barlangot turisták nem látogathatják.
- Az 1990-es évek közepétől rendszeres falunapokat tartanak Égerszögön, immár a Gömör-Tornai Fesztivál részeként.
- 2004 nyarán szendrői tűzoltók segítségével helyreállították és kultúrház udvarán felállították a falu egykori tűzoltó szerkezetét.
- A „holt falu”, a temető ugyancsak archaikus, népi díszítéseket őriz. Még ma is álló, az elhunyt kora és neme szerint különbözőképpen faragott, régi oszlopos fejfái a galyasági temetők egykori változatosságát örökítik át korunkba.
- Pitics-hegyi kilátó
- Szabadság-barlang
- Danca-barlang
- Éger turistaház